# カネヒキリ
カネヒキリ（欧字名:Kane Hikili、2002年2月26日 - 2016年5月27日）は日本の競走馬・種牡馬。主な勝ち鞍は2005年のジャパンダートダービー、ダービーグランプリ、2005年・2008年のジャパンカップダート、2006年のフェブラリーステークス、2008年の東京大賞典、2009年の川崎記念。2005年と2008年のJRA賞最優秀ダートホース。現役時代は、砂のディープインパクトと呼ばれた。

## 概要
馬名はハワイ語で「雷の精」の意。現役時代は自身と同じ金子真人ホールディングスの所有馬であり、また主戦騎手も武豊が務めていたノーザンファームの同期のディープインパクトになぞらえて砂のディープインパクトと呼ばれた。

## 競走馬として

### 2004年 - 2005年
2004年7月31日新潟第5競走で、柴田善臣を背に3番人気でデビューしたが、4着に敗れた。同競走の勝ち馬は、のちにフェアリーステークスを勝利するフェリシアだった。次の小倉の未勝利戦でも11着と惨敗した。
しかし、年明けの2005年2月13日の京都第2競走未勝利戦では、初めてのダート戦で人気も9番人気まで落ちたが、2着に7馬身差をつける圧勝だった。ここから、ダート路線での快進撃が始まり次の500万下条件戦では2着に大差勝ち。芝の毎日杯7着をはさんで、ダートに戻った端午ステークスでは2着に9馬身差、初のダート重賞ユニコーンステークスでは2着に1馬身4分の3差で重賞初制覇を達成した。勢いそのまま、ジャパンダートダービーは後続に4馬身差をつけ、GI初制覇を成し遂げた。続くダービーグランプリでも直線鮮やかに抜け出して勝利を収め、3歳ダートGI二冠を達成した。
古馬との初対戦となった武蔵野ステークスでは芝スタートのため脚を滑らせて出遅れ、追い込み届かずサンライズバッカスの2着に敗れてダート戦初黒星を喫した。しかしジャパンカップダートでは、シーキングザダイヤ、スターキングマンとの叩き合いをコースレコードで制し、中央GI初制覇を果たした。これは騎乗した武豊の中央競馬史上初となる3年連続200勝達成の勝利でもあった。
これらの活躍が評価され2005年度JRA賞最優秀ダートホースを受賞した。

### 2006年
ジャパンカップダート以来の休養明け初戦となるフェブラリーステークスでは前年度の覇者メイショウボーラーや船橋の実力馬アジュディミツオーなどが参戦する中、2着シーキングザダイヤに3馬身差で勝利。フェブラリーステークス後はドバイワールドカップに出走するが、エレクトロキューショニストの5着に敗れ、2着のブラスハットの失格により4着に繰り上がった。ブラスハットの関係者から異議申し立てがあったため最終的な着順決定が遅れたが、6月29日に4着と決定した。そしてドバイ後の初戦となる6月28日の帝王賞は、地方最強馬アジュディミツオーとの一騎討ちとなり、アジュディミツオーの逃げに1馬身及ばず2着に敗れた。
その後、マイルチャンピオンシップ南部杯を目標とし調整が続けられていたが、屈腱炎を発症。復帰を目指し長期休養に入った。

### 2007年 - 2008年
2007年9月9日に帰厩し、復帰レースとなる武蔵野ステークスに向けて調整されていたが右前浅屈腱炎を再発し、9月12日にノーザンファームへ放牧に出され療養した。再生治療のために幹細胞を損傷部に移植する手術（ステムセル移植）が行われた。同厩馬のフラムドパシオンは臀部の脂肪組織にある幹細胞を移植したのに対し、カネヒキリは胸骨の骨髄液を右前脚の腱に移植した。
2008年、療養を終えて10月1日に帰厩した。そして約2年4か月ぶりに出走した武蔵野ステークスでは2番人気に支持されたが、道中では終始掛かり気味に競馬を進め、直線に向いてからは仕掛けどころで周りの馬たちが傘の様な壁となり前にも横にも抜け出すことができず、脚を余して9着に敗れた。
12月7日、阪神競馬場に舞台を移したジャパンカップダートに出走。これまでの実績を評価されて単勝4番人気に推された。レースは骨折の武豊に代わり初騎乗となったクリストフ・ルメールがスタート良く好位につけてインコースを走らせ、第4コーナーを回ったあたりで先頭に立ち、追走するメイショウトウコン、ヴァーミリアンを振り切り、2006年フェブラリーステークス以来、2年10か月ぶりの勝利を2度目の同競走制覇で飾った。ジャパンカップダートの2度制覇は当馬が初めてである。また、この勝利で東京と阪神両方のジャパンカップダートを制したこととなり、これは中央競馬における唯一の記録である。
その後、12月29日に大井競馬場で行われた東京大賞典に2番人気で出走。最後の直線で、1番人気のヴァーミリアンを一騎討ちの末、クビ差で制して勝利した。これらの活躍が評価され2008年度JRA賞において最優秀ダートホースに選出されている。

### 2009年
2009年は川崎記念から始動、鞍上は引き続きルメールが務めた。レースではフリオーソの2番手でレースを運び、最後の直線で逃げるフリオーソを半馬身かわして、平地GI (JpnI) 勝利数最多タイ（当時）となる7勝目を飾った。
2月22日、GI (JpnI) 4連勝を目指しフェブラリーステークスに出走。全出走馬中最速の上がりで詰め寄るも、サクセスブロッケン、カジノドライヴと同タイムの3着に敗れた。5月5日にはかしわ記念に出走し、エスポワールシチーの2着に敗れた。この競走後鞍上の内田博幸が脚元に違和感を覚えたために下馬。翌日に行われた精密検査で左第3指骨々折が判明、1年間の休養に入る。

### 2010年
当初の復帰初戦は宝塚記念を予定していたが、陣営が「ダートにしたい」という理由でプロキオンステークスへの出走が検討されていた。ところが、大井競馬を主催する特別区競馬組合がダートグレード競走出走資格の変更を行い、従来出走を認めていなかった1年以上休養した馬でも、ゲート試験に合格すれば出走を認めることとし、当年の帝王賞からこの規定が適用されることとなった。無事にゲート試験に合格し、晴れて出走可能となった帝王賞では横山典弘を鞍上に迎え、中団からの押し切りを試みたが、フリオーソから2馬身半離され2着に敗れた。7月19日のマーキュリーカップでは逃げるマコトスパルビエロをマークし、2番手でレースを進めると3〜4コーナー中間で先頭に立ち、後続に5馬身差をつけ圧勝し前年の川崎記念以来となる勝ち星を挙げた。8月12日のブリーダーズゴールドカップでは圧倒的1番人気に支持され、レースでは好位で追走し直線でいったん先頭に立つもシルクメビウスにかわされ4馬身差の2着に敗れた。
その後は日本テレビ盃に向けて調整が行われていたが、9月5日、新潟競馬場にて角居調教師より、右前脚の以前とは違う個所に加え、左前脚にも浅屈腱炎が発症したことから、年齢を鑑み引退することが発表され、9月17日付で競走馬登録が抹消された。

## 競走成績
| 年月日 | 年月日 | 年月日 | 競馬場 | 競走名             | 格     | 頭 数 | 枠 番 | 馬 番 | オッズ （人気） | 着順 | 騎手       | 斤量 [kg] | 距離（馬場）  | タイム （上り3F） | タイム 差 | 勝ち馬/（2着馬）       |  |
| 2004.  | 7.     | 31     | 新潟   | 2歳新馬            |        | 14    | 8     | 14    | 06.7（3人）     | 04着 | 柴田善臣   | 54        | 芝1400m（良） | R1:24.6 (37.1)    | -1.6      | フェリシア             |  |
|        | 8.     | 21     | 小倉   | 2歳未勝利          |        | 13    | 4     | 5     | 08.9（5人）     | 11着 | 福永祐一   | 54        | 芝1800m（良） | R1:51.0 (37.5)    | -2.1      | ニホンピロブレイブ     |  |
| 2005.  | 2.     | 13     | 京都   | 3歳未勝利          |        | 14    | 8     | 13    | 59.5（9人）     | 01着 | 池添謙一   | 56        | ダ1800m（良） | R1:53.3 (36.7)    | -1.2      | （サンシーズン）       |  |
|        | 2.     | 26     | 中山   | 3歳500万下         |        | 10    | 7     | 8     | 01.3（1人）     | 01着 | O.ペリエ   | 56        | ダ1800m（重） | R1:53.3 (37.6)    | -1.8      | （シュウザンイーグル） |  |
|        | 3.     | 26     | 阪神   | 毎日杯             | GIII   | 14    | 8     | 13    | 08.3（3人）     | 07着 | 武豊       | 56        | 芝2000m（良） | R2:03.0 (35.2)    | -0.8      | ローゼンクロイツ       |  |
|        | 4.     | 30     | 京都   | 端午S              | OP     | 14    | 6     | 9     | 01.2（1人）     | 01着 | 武豊       | 56        | ダ1800m（良） | R1:50.8 (36.5)    | -1.4      | （エイシンニュートン） |  |
|        | 6.     | 4      | 東京   | ユニコーンS        | GIII   | 16    | 6     | 11    | 01.1（1人）     | 01着 | 武豊       | 56        | ダ1600m（良） | R1:36.5 (37.3)    | -0.3      | （アグネスジェダイ）   |  |
|        | 7.     | 13     | 大井   | ジャパンDダービー  | GI     | 14    | 6     | 10    | 01.1（1人）     | 01着 | 武豊       | 56        | ダ2000m（良） | R2:04.9 (37.8)    | -0.8      | （メイプルエイト）     |  |
|        | 9.     | 19     | 盛岡   | ダービーグランプリ | GI     | 12    | 4     | 6     | 01.0（1人）     | 01着 | 武豊       | 56        | ダ2000m（良） | R2:03.8 (計不)    | -0.4      | （サンライズバッカス） |  |
|        | 10.    | 29     | 東京   | 武蔵野S            | GIII   | 16    | 4     | 8     | 01.3（1人）     | 02着 | 武豊       | 57        | ダ1600m（良） | R1:35.5 (36.2)    | -0.3      | サンライズバッカス     |  |
|        | 11.    | 26     | 東京   | ジャパンCダート    | GI     | 16    | 5     | 10    | 02.1（1人）     | 01着 | 武豊       | 55        | ダ2100m（良） | R2:08.0 (36.2)    | -0.0      | （シーキングザダイヤ） |  |
| 2006.  | 2.     | 19     | 東京   | フェブラリーS      | GI     | 16    | 7     | 14    | 02.7（1人）     | 01着 | 武豊       | 57        | ダ1600m（良） | R1:34.9 (35.7)    | -0.5      | （シーキングザダイヤ） |  |
|        | 3.     | 25     | UAE    | ドバイワールドC    | G1     | 11    | -     | 5     | 発売なし        | 04着 | 武豊       | 57        | ダ2000m（良） | 計測不能          | -         | Electrocutionist       |  |
|        | 6.     | 28     | 大井   | 帝王賞             | GI     | 13    | 5     | 6     | 01.6（1人）     | 02着 | 武豊       | 57        | ダ2000m（良） | R2:02.3 (36.9)    | -0.2      | アジュディミツオー     |  |
| 2008.  | 11.    | 8      | 東京   | 武蔵野S            | GIII   | 16    | 1     | 1     | 06.4（2人）     | 09着 | 武豊       | 58        | ダ1600m（良） | R1:36.6 (36.7)    | -0.6      | キクノサリーレ         |  |
|        | 12.    | 7      | 阪神   | ジャパンCダート    | GI     | 15    | 5     | 10    | 09.8（4人）     | 01着 | C.ルメール | 57        | ダ1800m（良） | R1:49.2 (36.4)    | -0.0      | （メイショウトウコン） |  |
|        | 12.    | 29     | 大井   | 東京大賞典         | JpnI   | 10    | 8     | 9     | 03.1（2人）     | 01着 | C.ルメール | 57        | ダ2000m（良） | R2:04.5 (35.1)    | -0.0      | （ヴァーミリアン）     |  |
| 2009.  | 1.     | 28     | 川崎   | 川崎記念           | JpnI   | 13    | 3     | 3     | 01.1（1人）     | 01着 | C.ルメール | 57        | ダ2100m（稍） | R2:13.3 (36.5)    | -0.1      | （フリオーソ）         |  |
|        | 2.     | 22     | 東京   | フェブラリーS      | GI     | 16    | 1     | 2     | 02.7（1人）     | 03着 | C.ルメール | 57        | ダ1600m（稍） | R1:34.6 (35.3)    | -0.0      | サクセスブロッケン     |  |
|        | 5.     | 5      | 船橋   | かしわ記念         | JpnI   | 13    | 7     | 11    | 01.8（1人）     | 02着 | 内田博幸   | 57        | ダ1600m（重） | R1:36.0 (36.0)    | -0.1      | エスポワールシチー     |  |
| 2010.  | 6.     | 30     | 大井   | 帝王賞             | JpnI   | 15    | 8     | 14    | 05.8（4人）     | 02着 | 横山典弘   | 57        | ダ2000m（稍） | R2:03.9 (38.2)    | -0.5      | フリオーソ             |  |
|        | 7.     | 19     | 盛岡   | マーキュリーC      | JpnIII | 10    | 3     | 3     | 01.5（1人）     | 01着 | 横山典弘   | 59        | ダ2000m（良） | R2:04.8 (38.1)    | -0.8      | （ブルーラッド）       |  |
|        | 8.     | 12     | 門別   | ブリーダーズGC     | JpnII  | 13    | 4     | 4     | 01.2（1人）     | 02着 | 横山典弘   | 58        | ダ2000m（不） | R2:03.7 (37.2)    | -0.7      | シルクメビウス         |  |

※ タイム欄のRはレコード勝ちを示す。

## 種牡馬時代
2011年から優駿スタリオンステーションにて種牡馬入り。総額9600万円（1口160万円×60口）のシンジケートが組まれ、早々に満口となった。初年度の種付け料は60万円（受胎条件）または80万円（出生条件）。初年度は6月に網嚢孔ヘルニアを発症して手術を受けたためその年の種付けを中断するアクシデントに見舞われたものの、それでも約170頭に種付けをする人気で、2012年も175頭に種付けと好調を維持している。
2014年5月21日門別競馬第5競走・JRA認定フレッシュチャレンジで、コールサインゼロが産駒初勝利をあげた。
2016年5月27日、繋養先の優駿スタリオンステーションにて、種付け中の事故により死亡した。14歳没。

### グレード制重賞優勝馬
- 2012年産
  - ミツバ（2019年川崎記念、2017年・2018年マーキュリーカップ）[22]
- 2013年産
  - ロンドンタウン（2017年佐賀記念、エルムステークス、2017年・2018年コリアカップ） [23]
- 2014年産
  - ディオスコリダー（2017年カペラステークス）[24]
- 2015年産
  - テーオーエナジー（2018年兵庫チャンピオンシップ、2021年オータムカップ）[25]

### 地方重賞優勝馬
- 2012年産
  - コールサインゼロ（2014年イノセントカップ、サッポロクラシックカップ）[26]
  - ユズチャン（2015年花吹雪賞、ル・プランタン賞）[27]
  - オトコノヒマツリ（2015年高知優駿）[28]
  - ウインオベロン（2017年オータムカップ）[29]
  - コウザンヒキリ（2017年仙酔峡賞）[30]
- 2013年産
  - トロヴァオ（2015年ハイセイコー記念、2016年ダービーグランプリ、2020年フジノウェーブ記念、2021年サンタアニタトロフィー）[31]
  - タイセイラナキラ（2019年しらさぎ賞）[32]
- 2014年産
  - ミサイルマン（2016年ハイセイコー記念）[33]
  - カツゲキマドンナ（2017年園田クイーンセレクション）[34]
  - スーパーステション（2017年王冠賞、ダービーグランプリ、2018年コスモバルク記念、赤レンガ記念、星雲賞、旭岳賞、瑞穂賞、道営記念、2019年コスモバルク記念）[35]
  - ソルサリエンテ（2020年エトワール賞）[36]
- 2015年産
  - スーパージェット（2018年九州ダービー栄城賞、高知優駿、ロータスクラウン賞）[37]
  - エイシンセラード（2020年兵庫サマークイーン賞）[38]
- 2016年産
  - テンマダイウェーヴ（2018年兵庫若駒賞、園田ジュニアカップ、2019年園田オータムトロフィー）

### 母父としての主な産駒

#### 地方重賞優勝馬
- 2022年産
  - バリウィール（2024年南部駒賞、2025年ネクストスター北日本）

## 血統表
| カネヒキリの血統                                       | カネヒキリの血統                                              | カネヒキリの血統                    | （血統表の出典）                    | （血統表の出典） |
| 父系                                                   | サンデーサイレンス系 （ヘイロー系）                           | サンデーサイレンス系 （ヘイロー系） | サンデーサイレンス系 （ヘイロー系） | [ § 2 ]          |
| 父 フジキセキ 1992 青鹿毛 北海道千歳市                 | 父の父*サンデーサイレンス Sunday Silence 1986 青鹿毛 アメリカ | Halo                                | Hail to Reason                      | Hail to Reason   |
| 父 フジキセキ 1992 青鹿毛 北海道千歳市                 | 父の父*サンデーサイレンス Sunday Silence 1986 青鹿毛 アメリカ | Halo                                | Cosmah                              |                  |
| 父 フジキセキ 1992 青鹿毛 北海道千歳市                 | 父の父*サンデーサイレンス Sunday Silence 1986 青鹿毛 アメリカ | Wishing Well                        | Understanding                       | Understanding    |
| 父 フジキセキ 1992 青鹿毛 北海道千歳市                 | 父の父*サンデーサイレンス Sunday Silence 1986 青鹿毛 アメリカ | Wishing Well                        | Mountain Flower                     |                  |
| 父 フジキセキ 1992 青鹿毛 北海道千歳市                 | 父の母*ミルレーサー Millracer 1983 鹿毛 アメリカ              | Le Fabuleux                         | Wild Risk                           | Wild Risk        |
| 父 フジキセキ 1992 青鹿毛 北海道千歳市                 | 父の母*ミルレーサー Millracer 1983 鹿毛 アメリカ              | Le Fabuleux                         | Anguar                              |                  |
| 父 フジキセキ 1992 青鹿毛 北海道千歳市                 | 父の母*ミルレーサー Millracer 1983 鹿毛 アメリカ              | Marston's Mill                      | In Reality                          | In Reality       |
| 父 フジキセキ 1992 青鹿毛 北海道千歳市                 | 父の母*ミルレーサー Millracer 1983 鹿毛 アメリカ              | Marston's Mill                      | Millicent                           |                  |
| 母 *ライフアウトゼア Life Out There 1992 栗毛 アメリカ | 母の父Deputy Minister 1979 黒鹿毛 カナダ                      | Vice Regent                         | Northern Dancer                     | Northern Dancer  |
| 母 *ライフアウトゼア Life Out There 1992 栗毛 アメリカ | 母の父Deputy Minister 1979 黒鹿毛 カナダ                      | Vice Regent                         | Victoria Regina                     |                  |
| 母 *ライフアウトゼア Life Out There 1992 栗毛 アメリカ | 母の父Deputy Minister 1979 黒鹿毛 カナダ                      | Mint Copy                           | Bunty's Flight                      | Bunty's Flight   |
| 母 *ライフアウトゼア Life Out There 1992 栗毛 アメリカ | 母の父Deputy Minister 1979 黒鹿毛 カナダ                      | Mint Copy                           | Shakney                             |                  |
| 母 *ライフアウトゼア Life Out There 1992 栗毛 アメリカ | 母の母Silver Valley 1979 栗毛                                 | Mr. Prospector                      | Raise a Native                      | Raise a Native   |
| 母 *ライフアウトゼア Life Out There 1992 栗毛 アメリカ | 母の母Silver Valley 1979 栗毛                                 | Mr. Prospector                      | Gold Digger                         |                  |
| 母 *ライフアウトゼア Life Out There 1992 栗毛 アメリカ | 母の母Silver Valley 1979 栗毛                                 | Seven Valleys                       | Road at Sea                         | Road at Sea      |
| 母 *ライフアウトゼア Life Out There 1992 栗毛 アメリカ | 母の母Silver Valley 1979 栗毛                                 | Seven Valleys                       | Proud Pied                          |                  |
| 母系(F-No.)                                            | (FN:2-s)                                                      | (FN:2-s)                            | (FN:2-s)                            | [ § 3 ]          |
| 5代内の近親交配                                        | なし                                                          | なし                                | なし                                | [ § 4 ]          |
| 出典                                                   | 1. 2. 3. 4.                                                   | 1. 2. 3. 4.                         | 1. 2. 3. 4.                         | 1. 2. 3. 4.      |

- 半姉アウトオブザウィムの産駒にアウトジェネラル（羽田盃）、バクシンテイオー（北九州記念）がいる[41]。
- 母ライフアウトゼアの全兄には、ディバインシルバーやSilverbulletdayらを輩出した種牡馬Silver Deputyがいる[41]。
- 母ライフアウトゼアの孫に東京ジャンプステークスを制したギルティストライクがいる[41]。
- 3代母Seven Valleysの牝系からはケンタッキーカップクラシックハンデキャップを制したDa Devil、トロピカルパークダービーを制したLord Robynが出ている。